# Levofloxacin
Levofloxacin ist ein antibiotisch wirksamer Arzneistoff. Chemisch handelt es sich um ein Fluorchinolon der dritten Generation.
Levofloxacin kam 1993 in Japan und 1998 in Deutschland auf den Markt, in den USA wurde es 1996 durch die FDA zugelassen. Die FDA informierte 2008 und 2013 über neu beobachtete schwere Nebenwirkungen bei systemisch angewendeten Fluorchinolon und ordnete entsprechende Maßnahmen an. 2015 hat sie nach ärztlichen Meldeberichten das Nutzen-Risiko-Verhältnis von Cipro-, Levo-, Moxi- und Ofloxacin neu bewertet und 2016 die Anwendung deutlich eingeschränkt. Auch in EU-Ländern wurden mehrmals Warnhinweise und Anwendungsbeschränkungen für Fluorchinolone verfügt. Die Europäische Arzneimittelagentur hat die schwerwiegenden, potentiell dauerhaften und Lebensqualität beeinträchtigenden Nebenwirkungen zuletzt 2018 neu bewertet und Anwendungseinschränkungen empfohlen. Das Bundesinstitut für Arzneimittel und Medizinprodukte hat daraufhin am 8. April 2019 in einem umfassenden Bescheid die Indikationen für Fluorchinolone weiter eingeschränkt und eine weitere Aktualisierung der Gebrauchs- und Fachinformationen angeordnet um auf möglicherweise irreversible Nebenwirkungen hinzuweisen. Ärzte wurden über einen Rote-Hand-Brief am 8. April 2019 informiert, Fluorchinolone bei einfachen Infektionen nicht mehr einzusetzen.

## Chemische Informationen
Levofloxacin ist das (S)-Enantiomer (L-Isomer) von Ofloxacin (ein Racemat) und stellt die pharmakologisch aktive Form dar. Levofloxacin hat in vitro etwa die doppelte Wirksamkeit von Ofloxacin.
Die vielstufige Synthese von Levofloxacin ist in der Literatur beschrieben.

## Wirkungsmechanismus und Wirkspektrum
Levofloxacin wirkt bakterizid. Wie andere Fluorchinolone hemmt es das Enzym Gyrase, welches für DNA-Supercoiling in Bakterien während deren Vermehrungszyklus verantwortlich ist. Allerdings kann eine Hemmung der DNA-Replikation den bakteriziden Effekt der Fluorchinolone nicht hinreichend erklären, weshalb weitere Wirkmechanismen angenommen werden.
Die Wirksamkeit gegenüber Haemophilus influenzae und Moraxella catarrhalis ist wie bei allen Chinolonen sehr gut. Auch Pneumokokken und Chlamydien sind empfindlich gegenüber Levofloxacin.

## Anwendungsgebiete
Die Anwendungsgebiete gleichen weitgehend denen des Ofloxacins. Da Levofloxacin gegenüber Ofloxacin über eine höhere antibakterielle Aktivität verfügt und auch höher dosiert werden kann, ist es zusätzlich angezeigt bei der durch Pneumokokken verursachten Lungenentzündung.
Bei Infektionen die unbehandelt besser werden oder nicht schwerwiegend sind, wird empfohlen Fluorchinolone nicht mehr anzuwenden. Hierzu zählen Infekte des Halses, abakterielle (chronische) Prostatitis, Bronchitis, Sinusitis, Prophylaxe der Reisediarrhoe sowie wiederkehrende Infektionen der unteren Harnwege (Harnwegsinfekte, die nicht über die Blase hinausgehen). Zur Behandlung leichter oder mittelschwerer bakterieller Infektionen sollen sie nur angewendet werden, falls andere üblicherweise für diese Infektionen empfohlene Antibiotika nicht verwendet werden können. Es ist wichtig, dass Fluorchinolone generell bei Patienten, die zuvor schwerwiegende Nebenwirkungen mit einem Fluorchinolon- oder Chinolon-Antibiotikum hatten, vermieden werden sollten. Sie sollten bei älteren Patienten, Patienten mit Nierenerkrankungen und Patienten, die sich einer Organtransplantation unterzogen haben, mit besonderer Vorsicht angewendet werden, da bei diesen Patienten ein höheres Risiko für eine Sehnenverletzung besteht.

## Nebenwirkungen
Wie bei allen Fluorchinolonen können auch bei Levofloxacin unerwünschte Wirkungen auftreten. Nach der Einnahme von Levofloxacin sind einzelne, multiple, verzögert auftretende und persistierende oder fortschreitende Nebenwirkungen möglich. Schwerwiegende Nebenwirkungen führten bei Levofloxacin in 27 % der Fälle zu einer körperlichen Behinderung. Im Vergleich zu anderen gängigen Antibiotika sind Fluorchinolone für die meisten dauerhaften Behinderungen verantwortlich. Todesfälle und schwere Nebenwirkungen sind bereits ab einer Einzeldosis dokumentiert. Nebenwirkungen von Fluorchinolonen halten durchschnittlich 14 Monate bis 9 Jahre an. Der FDA wurden für Fluorchinolone bis 2016 insgesamt 210.705 Verdachtsfälle auf Nebenwirkungen sowie 2.991 Todesfälle gemeldet. Für Levofloxacin wurden davon bei 24.777 Patienten insgesamt 98.710 Verdachtsfälle auf Nebenwirkungen und 1.594 Todesfälle gemeldet. Aufgrund der geringen Melderate von 1–10 % wird in den USA die Dunkelziffer an fluorchinolonassoziierten Nebenwirkungen auf 2–21 Millionen sowie die Dunkelziffer an Todesfällen auf 29.000 bis über 299.000 geschätzt.

### Skelettmuskulatur-, Bindegewebs- und Knochenerkrankungen
Das Risiko für Sehnenschäden beträgt bei Levofloxacin 1:104. In einer Gruppe von 65-jährigen und älteren Patienten erlitten nach der Einnahme von Fluorchinolonen 2,1 % einen Sehnenriss, 1,1 % ein Aortenaneurysma und 0,2 % eine Netzhautablösung. In Deutschland wurde wenige Jahre nach Marktzulassung ein deutlicher Anstieg der Berichte über Levofloxacin-induzierte Achillessehnenrupturen registriert. Die Arzneimittelkommission der deutschen Ärzteschaft legt ein erhöhtes Tendopathierisiko unter Levofloxacin gegenüber anderen Fluorchinolonen nahe. Dies betrifft eher ältere Personen und Patienten, die Corticoide einnehmen. Unabhängige Experten stellten jedoch fest, dass diese Risikofaktoren in zahlreichen Fällen nicht ausschlaggebend waren. Laut Gutachtern der US-Arzneimittelbehörde FDA ist das Tendopathierisiko unter Fluorchinolonen bei jüngeren und älteren Patienten nahezu gleich, wobei persistierende neuromuskuloskelettale Schädigungen am häufigsten in der Altersgruppe der 30- bis 59-Jährigen (74 %) beobachtet wurden. Körperlich-sportliche Aktivitäten können zu einem erhöhten Tendopathierisiko unter Fluorchinolonen beitragen. Dies wird auf einen gesteigerten ATP-Bedarf bei muskulären Anstrengungen zurückgeführt, welcher Fluorchinolon-induzierte Beeinträchtigungen der Mitochondrienfunktion und Energiebereitstellung verstärken kann.
In-vitro-Untersuchungen zu Wirkungen von Fluorchinolonen auf humane Sehnenzellen zeigen, dass eine Hemmung der Kollagensynthese und Proliferation von Fibroblasten sowie signifikante mitochondriale Schädigungen und Zelluntergänge bei Konzentrationen auftreten, die bereits nach kurzer Anwendung im Blutplasma von Chinolon-behandelten Patienten erreicht werden. Pharmakokinetischen Berechnungen zufolge kann Levofloxacin bereits nach zwei Einzeldosen im Sehnengewebe kumulieren und hierdurch ein erhöhtes Rupturrisiko bei körperlicher Belastung begünstigen. Davon ist vor allem die Achillessehne betroffen, da sie bei Laufbeanspruchungen Kräften standhalten muss, die das 12,5fache des Körpergewichts betragen.
Klinischen Beobachtungen zufolge sind Tendopathien schon wenige Stunden nach Einnahme der ersten Levofloxacindosis möglich. Da auch eine monatelange Latenzzeit zwischen dem Beginn einer Fluorchinolontherapie und dem Auftreten erster Symptome liegen kann, viele Fälle von Tendinitis nicht erfasst werden und zur Inzidenz Fluorchinolon-induzierter Tendopathien nur wenige retrospektive Studien vorliegen, wird eine hohe Dunkelziffer angenommen.
Im Zusammenhang mit Levofloxacin-induzierten Achillessehnenrupturen gibt es Hinweise auf schwerwiegende Folgekomplikationen, darunter sturzbedingte Hüftfrakturen, tiefe Beinvenenthrombosen, Lungenembolien oder tödliches Organversagen. Levofloxacin und strukturanaloge Fluorchinolone können auch andere Bereiche des Sehnen- und Muskelapparates schädigen. Dazu zählen die Rotatorenmanschette, die Bizeps- und Trizepssehne, der Epikondylus, Hand- und Fingersehnen, Hüftbeuger und Glutealsehnen, Oberschenkeladduktoren, die Patellarsehne und die Plantarfaszie. Multiple Sehnenschäden sind ebenfalls möglich. Erklärt wird das mit einer erhöhten Expression von Matrix-Metalloproteasen, welche die Festigkeit der Sehnen vermindern. Da aber auch zytotoxische und antiproliferative (wachstumshemmende) Effekte sowie Schädigungen der mitochondrialen DNA beobachtet wurden, ist von einem komplexen Pathomechanismus auszugehen. Histopathologisch zeigen sich Nekrosen, vaskulär-ischämische Läsionen und interstitielle Ödeme.
Fluorchinolon-induzierte Sehnenschäden gelten als therapieresistent und erfordern häufig chirurgische Eingriffe, medizinische Rehabilitation, orthopädische Hilfsmittel oder den Einsatz eines Rollstuhls. Allerdings können diese Maßnahmen lange Regenerationszeiten und funktionelle Folgeschäden nicht verhindern.
Muskuloskelettale Komplikationen umfassen auch Myopathien, Arthropathien und eine verschlechterte Frakturheilung. Untersuchungen zur muskuloskelettalen Toxizität der Fluorchinolone bei juvenilen Ratten deuten darauf hin, dass Levofloxacin nach Verabreichung einer Einzelhöchstdosis Fibroblasten und Endothelzellen schädigt, die Permeabilität der Kapillaren erhöht und neben multiplen Gelenkschäden und Läsionen der Sehnen, Sehnenscheiden, Synovialmembran und Faszien auch Muskelatrophien auslöst, die auf einen möglichen Verlust von Muskelfasern zurückgeführt werden. Schwerwiegende Myalgien sowie Myopathien und Myasthenien sind bereits nach einer therapeutischen Einzeldosis möglich und können ebenso wie Arthralgien häufig auftreten. Im Zusammenhang mit Levofloxacin sind Fälle von dauerhafter Myalgie, Muskelschwäche, Muskelatrophie sowie Muskelspasmen und Faszikulationen bei zuvor gesunden Patienten dokumentiert; auch die Zungen-, Schlund-, Kehlkopf- und Atemmuskulatur kann betroffen sein. Bei Patienten ohne prädisponierende Risikofaktoren wurden bereits nach kurzfristiger Levofloxacineinnahme potentiell lebensbedrohliche Komplikationen einer Rhabdomyolyse beobachtet. Krisenhafte Verschlechterungen der neuromuskulären Erkrankung Myasthenia gravis sind ebenfalls nach kurzer Einnahmedauer möglich. Der muskelschädigende Mechanismus der Fluorchinolone beruht auf einer Hemmung der neuromuskulären Übertragung und ist mit einem intramuskulären Laktatanstieg, Störungen des mitochondrialen Energiestoffwechsels und erhöhten intrazellulären Calciumkonzentrationen verknüpft. Als mögliche Ursache der gestörten Calciumhomöostase wird eine Hemmung des RYR1 oder der sarkoplasmatischen Ca2+-ATPase (SERCA) durch das kovalent gebundene Fluoratom angenommen.
Experimentelle Untersuchungen zur Arthro- und Chondrotoxizität der Fluorchinolone zeigen osteochondrotische Veränderungen und irreversibel-progrediente Gelenkschädigungen bei juvenilen Ratten sowie Nekrosen im gesunden adulten humanen Knorpel bei subtherapeutischen Konzentrationen. Fluorchinolon-bedingte Knorpel- und Gelenkschäden können von Insertionstendopathien oder Myalgien begleitet sein und sich in Form von Gelenkschwellungen, Gelenkergüssen, Bursitis, Synovitis, Bakerzysten, Polyarthralgie und akuter Arthritis oder chronifizierenden lumbalen Rückenschmerzen und häufiger Krepitation bei Gelenkbewegungen bemerkbar machen. Des Weiteren kann es zu arthrotischen Veränderungen des Hüftgelenks oder des Knie-, Schulter- und Fußgelenks kommen. Bei längerfristiger Anwendung besteht das Risiko einer destruktiven Polyarthropathie mit osteonekrotischen Veränderungen, die den Einsatz von Knie- und Hüftprothesen erfordert.
Persistierende und fortschreitende Schädigungen der Skelettmuskulatur wurden schon nach kurzer Anwendung von Levofloxacin beobachtet und können zu invalidisierender Arbeitsunfähigkeit, Bettlägerigkeit und Pflegebedürftigkeit führen.

### Leber- und Gallenerkrankungen
Häufigste Nebenwirkungen sind erhöhte Leberenzymwerte sowie Übelkeit und Durchfall.
Akute Leberschäden treten mit einer Häufigkeit von 1:154 auf.

### Augenerkrankungen
In einer Studie des kanadischen Child and Family Research Institute wurde festgestellt, dass die orale Gabe von Fluorchinolonen mit einem statistisch um das 4,5fache erhöhten Risiko einer Netzhautablösung während der Behandlung einhergeht. Das Risiko verschwindet sofort wieder nach Beendigung der Medikation. Als Pathomechanismus werden ähnliche Störungen im Kollagen- und Bindegewebe des Glaskörpers vermutet, wie sie auch den beobachteten Sehnenrupturen zugrunde liegen. Fluorchinolone können weiterhin einen anaphylaktischen Schock verursachen, welcher auf fluorchinoloninduzierte Mastzellenaktivierung zurückgeführt wird.

### Gefäßerkrankungen
Das Risiko für Aortenaneurysmen und -dissektionen nach systemischer und inhalativer Anwendung ist erhöht, insbesondere bei älteren Patienten, weswegen ein entsprechender Warnhinweis in die Produktinformation aufgenommen wurde.

### Indikationseinschränkungen aufgrund schwerer Nebenwirkungen
Das Bundesinstitut für Arzneimittel und Medizinprodukte hat auf Empfehlung des Ausschusses für Humanarzneimittel (CHMP) der Europäischen Arzneimittelagentur (EMA) die Indikation für das Antibiotikum Levofloxacin eingeschränkt. Das CHMP hatte Levofloxacin im Mai 2012 als Reserveantibiotikum eingestuft. Die zugelassenen Indikationen sind akute bakterielle Sinusitis, akute Exazerbation einer chronischen Bronchitis, ambulant erworbene Pneumonie sowie komplizierte Haut- und Weichteilinfektionen. Der Einsatz ist hier aber künftig streng auf Situationen einzuschränken, in denen „andere Antibiotika, die für die initiale Behandlung der entsprechenden Infektionen üblicherweise empfohlen werden, als nicht indiziert erachtet werden“.

### Statistik von Verdachtsmeldungen
Die Tabelle führt die im Zeitraum von 2001 bis 2017 für Levofloxacin am häufigsten gemeldeten Verdachtsfälle auf Nebenwirkungen in der EudraVigilance Datenbank auf. Identifiziert wurden 30.170 Einzelfälle.
| Zahl gemeldeter Verdachtsfälle | Unerwünschte Wirkung          | Häufigkeit nach Beipackzettel |
| ------------------------------ | ----------------------------- | ----------------------------- |
| 2228                           | Sehnenentzündung / -schmerz   | Sehr selten                   |
| 1571                           | Sehnenriss                    | Nicht bekannt                 |
| 927                            | Dyspnoe                       | Gelegentlich                  |
| 922                            | Arthralgie                    | Gelegentlich                  |
| 887                            | Ausschlag                     | Gelegentlich                  |
| 772                            | Pruritus                      | Gelegentlich                  |
| 680                            | Pyrexie                       | Selten                        |
| 655                            | Übelkeit                      | Häufig                        |
| 632                            | Myalgie                       | Gelegentlich                  |
| 632                            | Schmerzen in einer Extremität | Nicht bekannt                 |
| 620                            | Schmerz                       | -                             |
| 613                            | Urtikaria                     | Gelegentlich                  |
| 570                            | Erythem                       | Gelegentlich                  |
| 559                            | Erbrechen                     | Häufig                        |
| 547                            | Durchfall                     | Häufig                        |

## Gegenanzeigen
Levofloxacin darf nicht angewendet werden bei Kindern und Jugendlichen in der Wachstumsphase, während der Schwangerschaft und Stillzeit, bei Patienten mit Epilepsie sowie bei Patienten mit anamnestisch bekannten Sehnenbeschwerden nach früherer Anwendung von Fluorchinolonen.

## Handelsnamen
- Tabletten, Infusionslösung: Tavanic (EU, CH), Levaquin (USA, CND), Cravit (J), Levofloxacin (D), verschiedene Generika
- Augentropfen: Oftaquix (D, A)